# Bartolomeo Zucchi
Pour les articles homonymes, voir Zucchi.
Cet article comprend des extraits de la Biographie universelle ancienne et moderne de Louis-Gabriel Michaud. Il est possible de supprimer cette indication, si le texte reflète le savoir actuel sur ce thème, si les sources sont citées, s'il satisfait aux exigences linguistiques actuelles et s'il ne contient pas de propos qui vont à l'encontre des règles de neutralité de Wikipédia.
Bartolomeo Zucchi (né le 1er mai 1570 à Monza, dans le Milanais et mort le 25 août 1630 dans la même ville) est un littérateur italien, issu  d'une famille patricienne.

## Biographie
Dans sa jeunesse, Bartolomeo Zucchi cultiva les lettres, la philosophie, la jurisprudence et la théologie, et se montra supérieur à ses condisciples. Ayant embrassé l'état ecclésiastique, il se rendit à Rome pour y perfectionner ses talents. Le cardinal de Mondovi se l'attacha comme secrétaire, et, pendant douze ans qu'il remplit cet emploi, il vécut dans l'intimité des savants et des littérateurs qui faisaient l'ornement de la cour de Rome.
Le cardinal Baronius l'honora de ses conseils et de son amitié. Exempt d'ambition, Zucchi revint dans sa ville natale, après la mort de son père (1597), et y partagea le reste de sa vie entre ses travaux littéraires et la pratique des vertus chrétiennes. Le jour de la fête de Saint-Barthélemy, son patron, célébrant la messe dans l'église qu'il venait d'élever sous l'invocation de Sainte-Marie, mère des anges, il sentit les premières atteintes de la peste qui causait de grands ravages dans le Milanais. La violence du mal l'obligea d'interrompre le sacrifice, et il fut transporté dans sa maison, où il expira le lendemain 25 août 1630. Par son testament, il légua sa maison aux jésuites, pour y établir un collège. Il était membre de l'Accademia degli Insensati de Pérouse.

## Œuvres
Apostolo Zeno cite Zucchi parmi les littérateurs italiens qui se sont distingués par la beauté de leur écriture (voir les notes sur la Biblioth. de Fontanini). Outre plusieurs ouvrages ascétiques, des sermons et des traductions italiennes de l'Histoire de Justin, Venise, 1590, in-4°, et de l'Histoire de Lorette, du P. Orazio Torsellini, qu'il augmenta d'un sixième livre, on a de lui : 
1. L'idea del segretario, Venise, 1600, in-4° ; réimprimé plusieurs fois avec de nombreuses additions. C'est un recueil de lettres tirées de divers auteurs, précédé d'un traité du style épistolaire.
2. Istoria di Theodelinda, reina de Longobardi, Milan, 1613, in-4° ; édition citée par Haym dans la Bibl. italiana ;
3. Historia della corona ferrea de Longobardi, Milan, 1619, in-4°. (voir le Catal. de Pinelli.)
4. Vita di san Gerardo, etc.

Ces trois ouvrages sont réunis sous ce titre : Tre glorie di Monza città imperiale, etc., Milan, in-4°. Ghilini a donné une notice sur Zucchi dans le Teatro d'uomini letterati, t. 2, p. 25 ; mais elle est inexacte et incomplète.

## Sources
- « Bartolomeo Zucchi », dans Louis-Gabriel Michaud, Biographie universelle ancienne et moderne : histoire par ordre alphabétique de la vie publique et privée de tous les hommes avec la collaboration de plus de 300 savants et littérateurs français ou étrangers, 2e édition, 1843-1865 [détail de l’édition]